# Замыкание (топология)
Замыка́ние — конструкция, дающая наименьшее замкнутое множество, содержащее данное множество топологического пространства.
Замыкание множества {\displaystyle S} обычно обозначается {\displaystyle {\bar {S}}.} Другие обозначения: {\displaystyle \operatorname {cl} (S),\operatorname {Cl} (S).}

## Определения
Следующие два определения равносильны.

### Как наименьшее замкнутое множество
Пусть {\displaystyle S} есть подмножество топологического пространства {\displaystyle X.}
Замыканием {\displaystyle S} в {\displaystyle X} называется пересечение всех замкнутых множеств, содержащих {\displaystyle S.}
Замечание.
Поскольку пересечение произвольного семейства замкнутых множеств замкнуто, замыкание всегда замкнуто.

### Через точки прикосновения
Точка {\displaystyle x} топологического пространства {\displaystyle X} называется точкой прикосновения множества {\displaystyle S,} если любая окрестность {\displaystyle x} содержит хотя бы одну точку множества {\displaystyle S.}
Множество всех точек прикосновения {\displaystyle S} называется замыканием {\displaystyle S.}

## Свойства
1. Замыкание множества замкнуто.
2. Замыкание множества содержит само множество, то есть
{\displaystyle S\subseteq {\bar {S}}.}
3. Замыкание множества содержит все его предельные точки.
4. Множество замкнуто тогда и только тогда, когда оно совпадает со своим замыканием, то есть
{\displaystyle S={\bar {S}}.}
5. Свойство идемпотентности: повторное применение операции замыкания не изменяет результат (что сразу вытекает из свойств 1 и 4):
{\displaystyle {\bar {\bar {S}}}={\bar {S}}.}
6. Замыкание сохраняет отношение вложения, то есть
{\displaystyle (S\subset T)\Rightarrow ({\bar {S}}\subset {\bar {T}}).}
7. Замыкание объединения есть объединение замыканий, то есть
{\displaystyle {\overline {S\cup T}}={\bar {S}}\cup {\bar {T}}.}
8. Замыкание пересечения является подмножеством пересечения замыканий, то есть
{\displaystyle {\overline {S\cap T}}\subset {\bar {S}}\cap {\bar {T}}.}

### Примеры
Во всех нижеследующих примерах топологическим пространством является числовая прямая {\displaystyle \mathbb {R} } с заданной на ней стандартной топологией.
- {\displaystyle {\overline {(a,\;b)}}=[a,\;b];}
- {\displaystyle {\bar {\mathbb {Q} }}=\mathbb {R} ,} где {\displaystyle \mathbb {Q} } — множество рациональных чисел.